# Record Report
Record Report é uma empresa oficial da indústria fonográfica da Venezuela desde 1990, além de fazer a parada musical oficial do país, dividida em diversos gêneros.